# Кэп Сан Диего
«Cap San Diego» — германский сухогруз 1962 года постройки. В настоящее время корабль-музей, отель. С 2006 года отреставрирован полностью способен совершать морские прогулки. 
Сухогруз получил прозвище «белый лебедь Атлантики».

## История
Кэп Сан Диего был построен на Немецкой Верфи в Гамбурге по проекту морского архитектора Сезаро Пинно(или Цезаря Пиннау).
Судно было спущено на воду 27 марта 1962 года и вошло во флот гамбургской компании «Гамбург Зюд».
Судно стало последним из серии шести грузовых судов типа «Cap San»: «Кэп Сан Антонио», «Кэп Сан Августин», «Кэп Сан Лоренцо», «Кэп Сан Марко» и «Кэп Сан Николас».
При этом, это был грузо-пассажирский теплоход, на нём имелись каюты на 12 человек.
29 марта, 1962 года «Кэп Сан Диего» начал своё первое плавание.
В течение двадцати лет судно было в около 120 рейсах между Гамбургом и Южной Америкой.
Когда компания «Гамбург Зюд» стала использовать суда с большей грузоподъемностью «Кэп Сан Диего» был продан в 1981 году компании «Ябарра». Компания использовала судно вплоть до 1986 года.
Корабль был продан и под именем «Сангрия» пустился в своё последнее плавание, после которого был списан на слом. Судно должны были разрезать на металл до 1987 года.
Город Гамбург купил «Кэп Сан Диего» чтобы сделать из него музей и достопримечательность города.
С 31 октября 1986 года корабль был возвращен в порт и установлен у причала рядом с парусником «Рикмер Рикмерс».